# Fountain Place
Fountain Place, voorheen de Allied Bank Tower en de First Interstate Tower, is een wolkenkrabber in Dallas, Verenigde Staten. De bouw van de kantoortoren, die staat aan 1445 Ross Avenue, begon in maart 1984 en werd in september 1986 voltooid door The Beck Group. Het is eigendom van Crescent Real Estate Equities en door Pei Cobb Freed & Partners ontworpen in modernistische stijl. In het aanvankelijke plan, stond een tweelingtoren aan de andere kant van de straat gepland. Het ontwerp, waarbij de tweede toren 90° gedraaid stond ten opzichte van Fountain Place, werd nooit gerealiseerd.

## Ontwerp
Fountain Place is 219,46 meter hoog en telt 62 verdiepingen. De 63ste verdieping is alleen per trap te bereiken en bevat machines en opslagruimte. Het heeft een totale oppervlakte van 111.804 vierkante meter en bevat naast 26 personenliften, 2 goederenliften. Daarnaast zijn er 2 liften die vanuit de in messing en groen marmer uitgevoerde lobby naar de ondergrondse parkeergarage van drie verdiepingen lopen. In totaal bevat de kantoortoren 950 parkeerplaatsen.
Het gebouw is bekleed met bijna 30.000 groene, reflecterende glaspanelen, die samen een oppervlakte van 50.000 vierkante beslaan, en destijds de grootste glazen vliesgevel ter wereld vormden. Aan de voet van de wolkenkrabber, bevindt zich een door landschapsarchitect Dan Kiley ontworpen plaza met fonteinen en 225 cipressen.

## Prijzen
- 1990:De "National Honor Award" van het American Institute of Architects.
- 1990:De "Dallas Urban Design Award" van The City of Dallas.[2]